# Martine Durez
Martine Durez (Frameries, 3 mei 1950) is een Belgisch voormalig kabinetschef en topambtenaar.

## Levensloop

### Studies en academische carrière
Martine Durez studeerde handelsingenieur aan de Solvay Business School van de Université libre de Bruxelles en promoveerde tot doctor in de toegepaste economische wetenschappen. In 1973 startte ze een academische carrière als assistent aan de ULB. Van 1974 tot 1978 was ze verbonden aan het Nationaal Fonds voor Wetenschappelijk Onderzoek en van 1978 tot 1985 was ze assistent aan de Université de Mons-Hainaut. In 1985 werd Durez er docent, in 1990 gewoon hoogleraar en in 1997 buitengewoon hoogleraar.

### Kabinetschef
Van 1992 tot 1994 was Durez kabinetschef van de Franse Gemeenschapsminister van Onderwijs Elio Di Rupo (PS) en van 1994 tot 1995 toen Di Rupo federaal minister van Verkeerswezen en Overheidsbedrijven was. Ze werd een vertrouwelinge van Di Rupo en bekleedde namens de PS verschillende mandaten. Zo werd ze onder meer bestuurder van de Fondation Franz Aubry die kansarme jongeren naar een universitaire studie begeleidt, vernoemd naar Franz Aubry, de mentor van Di Rupo.

### Bpost
In 1997 werd Durez financieel directeur van De Post. In januari 2006 volgde ze Pierre Klees als voorzitter van de raad van bestuur op. In 2010 veranderde de naam van het bedrijf in bpost. Samen met bpost-CEO Johnny Thijs was Durez de drijvende kracht achter de transformatie van het overheidsbedrijf. In april 2014 kondigde Durez onverwachts haar vertrek als bpost-voorzitter aan. Françoise Masai volgde haar in juni 2014 op.

### Overige mandaten
Durez bekleedt of bekleedde ook bestuursfuncties bij:
- Proximus (voorheen Belgacom) (1994-2022)
- Nationale Maatschappij der Belgische Spoorwegen
- Dexia/Belfius (februari-september 2012)[5][6]

Van 2001 tot 2012 was ze regent bij de Nationale Bank van België. Daarnaast was ze ook lid de begrotingscommissie en het bezoldigingscomité van de Nationale Bank. Ze was tevens lid van de raad van toezicht van de Commissie voor het Bank-, Financie- en Assurantiewezen.
Overige mandaten die Durez bekleedde of bekleedt:
- lid van de raad van bestuur van Invest Mons-Borinage Centre (IMBC),
- lid van de raad van bestuur van het Institut Emile Vandervelde, de studiedienst van de PS,
- voorzitter van het auditcomité van Forem, dat instaat voor de vorming en begeleiding van werklozen in het Waals Gewest,
- lid van het directiecomité van Fondation Mons 2015 (Bergen was in 2015 culturele hoofdstad van Europa),
- lid van de raden van bestuur van Fondation Mons 2015 en Fondation Mons 2025,
- lid van de raad van bestuur en het auditcomité van EthiasCo (tot 2023),
- lid van de Commissie voor boekhoudkundige normen (1990-1994),
- lid van de Hoge Raad voor Economische Beroepen (1986-1993),
- lid van de Commissie Corporate Governance,
- lid van de adviesraden van Deloitte en Roland Berger.

Sinds 2010 is ze tevens lid van de Koninklijke Vlaamse Academie van België voor Wetenschappen en Kunsten en de Académie royale de médecine de Belgique.